# Sara Lazarus
Pour les articles homonymes, voir Lazarus.
Sara Lazarus, née à Wilmington (Delaware, États-Unis), est une chanteuse de jazz américaine, qui vit et travaille principalement en France. 

## Biographie
Sara Lazarus nait à Wilmington (Delaware). C'est par les comédies musicales que Sara Lazarus découvre très jeune les standards de jazz. À 8 ans, elle prend des cours de piano. Elle apprend ensuite le saxophone ténor et joue dans l’orchestre de son collège, dans sa ville natale. À 16 ans, elle intègre l’American Youth Jazz Band comme saxophoniste ténor et chanteuse, et fait avec ce groupe une tournée européenne qui se termine au Festival de Jazz de Montreux en 1980.
Elle poursuit ses études, en littérature anglaise, à Harvard et rentre dans l'orchestre de jazz de l'université. Illinois Jacquet, qu'elle rencontre alors, l'encourage dans la voie du chant et lui propose de se joindre à sa formation comme chanteuse. Down Beat, l'un des principaux magazines américains consacrés au jazz, la sacre "Meilleur(e) soliste en jazz vocal (niveau université)". 
Après ses études, Sara Lazarus s'installe en France, et participe à de nombreux festivals européens: Jazz in Marciac, Crest Jazz Vocal, festival de Montlouis-sur-Loire, Braga Jazz, et le JVC Jazz Festival Paris. Elle se produit avec les musiciens comme Alain Jean-Marie, Jacky Terrasson, Manuel Rocheman, Franck Amsallem, Dominique Lemerle, Riccardo Del Fra, Gilles Naturel et Andrea Michelutti.
En 1994, elle remporte le premier prix du concours international Thelonious Monk, dont le jury compte Jon Hendricks, Shirley Horn, Cleo Laine, Abbey Lincoln, Dianne Reeves et Jimmy Scott. À l'occasion de la remise des prix, Sara Lazarus participe à une jam session avec Herbie Hancock, Ron Carter, Grady Tate, Kenny Burrell, Jimmy Heath et Clark Terry.
En novembre 2000, elle participe au projet de Patrice Caratini et son Jazz Ensemble, centré sur la musique de Cole Porter, et à son disque « Anything Goes ». 
En mars 2005, l'accueil enthousiaste de la critique comme du public pour son disque Give Me the Simple Life établissent sa réputation, qu'elle confirme lors de tournées en France et dans le reste de l'Europe, notamment dans les grands festivals de jazz. Elle publie un deuxième disque en 2007 en compagnie de Biréli Lagrène et son Gypsy Project "It's All Right with Me".
Sara Lazarus met sa « voix sobre et délicate » au service de sa spontanéité, sa tendresse et son sens communicatif du swing. Elle est également, depuis de nombreuses années[évasif] professeur de chant jazz.

## Discographie
- Anything Goes, 2000, avec le Jazz Ensemble de Patrice Caratini (Harmonia Mundi).
- Give Me the Simple Life, 2005 (Dreyfus Jazz).
- It’s All Right with Me, 2006, avec le Gipsy Project de Biréli Lagrène.